# GeoNames
GeoNames je geografska baza podataka koja je dostupna i raspoloživa putem raznih veb servisa, pod licencom Krijejtiv komonsa.

## Baze podataka i veb servisi
GeoNames baza podataka sadrži preko 10.000.000 geografskih imena koja korespondiraju to preko 7.500.000 jedistvenih svojstava. Sva svojstva su grupisana u jednu od devet klasa i dalje potkategorisana u jedan od 645 kodova. Osim imena mesta u raznim jezicima, podaci obuhvataju latitudu, longitudu, elevaciju, broj stanovnika, administrativne podele i poštanske kodove. Sve koordinate koriste Svetski Geodetski Sistem 1984 (WGS84).
Podaci su slobodno dostupni putem brojnih Veb servisa i dnevnih eksporta baze podataka. Veb servisi obuhvataju direktno i reverzno geokodiranje, nalaženje mesta putem poštanskih kodova, nalaženje mesta susednih datom mestu, i nalaženje Vikipedijinih članaka o susednim mestima.

## Spoljašnje veze
- GeoNames